# Pedro Cristóvão
Pedro Manuel dos Reis Cristóvão (ur. 4 czerwca 1965 w Lizbonie) – portugalski judoka. Dwukrotny olimpijczyk. Zajął dwudzieste miejsce w Seulu 1988 i 21. miejsce w Barcelonie 1992. Walczył w wadze półśredniej i średniej.
Uczestnik mistrzostw świata w 1989, 1991 i 1993. Startował w Pucharze Świata w latach 1991-1993. Uczestnik turniejów.

## Letnie Igrzyska Olimpijskie 1988
| Konkurencja | Eliminacje         | Klas. końcowa |
| Konkurencja | Przeciwnik I       | Miejsce       |
| ----------- | ------------------ | ------------- |
| 78 kg       | Neil Adams (GBR) P | 20.           |

## Letnie Igrzyska Olimpijskie 1992
| Konkurencja | Eliminacje             | Klas. końcowa |
| Konkurencja | Przeciwnik I           | Miejsce       |
| ----------- | ---------------------- | ------------- |
| 86 kg       | Daniel Kistler (SUI) P | 21.           |